# Katamarán

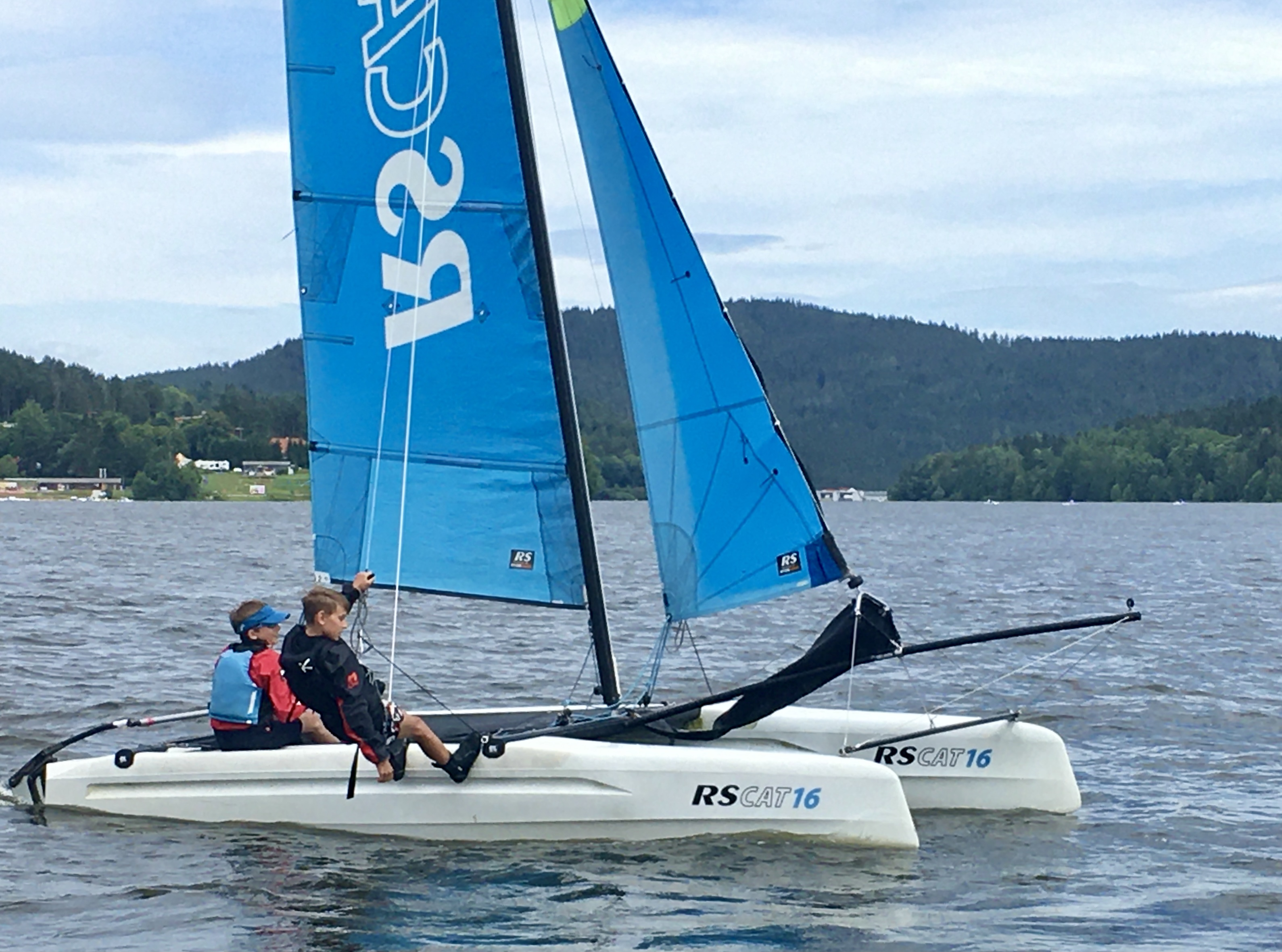
Sportovní katamarán

Katamarán (z tamilského கட்டுமரம் – kaṭṭumaram) je plavidlo se dvěma – obvykle rovnoběžnými – trupy, anebo s jedním trupem a jedním vahadlem. Tato konstrukce může mít různé důvody: zvýšení rychlosti díky tenčímu trupu, zvýšení stability, anebo zvětšení palubní plochy. Běžně se – jako domorodá plachetnice – užívá v Polynésii, Indonésii, a také ve východní Indii. Své využití tato konfigurace našla i u moderních sportovních plachetnic, či vojenských plavidel (např. třída Skjold). Tři trupy má trimarán.

## Sportovní katamarány v Česku
- lodní třída Tornádo
- katamarány RS Sailing
- katamarány Hobie Cat